# Alloxantha
Alloxantha es un género de coleópteros de la familia Oedemeridae propio de zonas áridas del hemisferio norte occidental. Incluye diversas especies que se distribuyen desde las islas Canarias y Cabo Verde hasta Pakistán, pasando por el Sahara, península arábiga e Irán.

## Especies
Se reconocen las siguientes:
- Alloxantha albopubens Svihla, 1987
- Alloxantha carinata (Karsch, 1881)
- Alloxantha fernandezi Švihla, 1996
- Alloxantha flava Svihla, 1983
- Alloxantha flavoides Svihla, 1995
- Alloxantha fulva (Wollaston, 1854)
- Alloxantha fuscostrigosa (Fairmaire, 1879)
- Alloxantha holoxantha (Harold, 1879)
- Alloxantha lutea Seidlitz, 1899
- Alloxantha novellae Vázquez, 2002
- Alloxantha obsoleta (Fairmaire, 1894)
- Alloxantha ochracea Seidlitz, 1899
- Alloxantha pallida Wollaston, 1854
- Alloxantha platytarsia (Svihla, 1983)
- Alloxantha sahariana Vázquez, 1991
- Alloxantha seidlitzi Švihla, 1988
- Alloxantha svihlai Vázquez, 1993
- Alloxantha talhouki Svihla, 1984
- Alloxantha wollastoni Švihla, 1988